# M134 미니건
M134 미니건(Minigun)은 M61 벌컨 기관포를 토대로 소형화 제작한 7.62 × 51 mm NATO탄을 사용하는 회전식 다총열 중기관총이다.
주로 헬기와 전투기, 군함 등 이동수단에 장착하여 사용한다. M134의 후속작인 M13D 미니건도 있다.

## 같이 보기
- 개틀링 건
- M61 벌컨
- GShG-7.62 기관총
- 팰렁스 CIWS